# Пластид
Пластиди су ћелијске органеле са врло разноврсним биохемијским и физиолошким функцијама. Сматра се да су настали ендосимбиозом еукариотске ћелије и фотосинтетичких бактерија. 
Садрже сопствену ДНК која се репликује независно од репликације ДНК једра па нови пластиди настају деобама већ постојећих пластида у ћелији. Сваки тип пластида у зависности од потреба ћелије и спољашњих фактора може прећи у неки други тип.

## Типови пластида
1. Пропластиди су мали, безбојни недиференцирани пластиди који се налазе у меристемским ћелијама изданка и корена. Од њих настају различите врсте пластида. Имају изглед малих вакуола окружених двојном мембраном по чему се разликују од вакуола. Ако је биљка нормално осветљена од пропластида ће се развити хлоропласти, ако је у тами онда леукопласти.
2. Хлоропласти (chloros = зелен) су фотосинтетички активни пластиди, садрже зелени пигмент хлорофил
3. Хромопласти (chromos = боја) су жуто до црвено обојени пластиди, најчешће присутни у цветовима и плодовима. У њима се налазе велике количине пигмената из групе каротеноида (каротени и ксантофили). Настају најчешће од хлоропласта који се мењају при сазревању биљака. Имају важну еколошку улогу – у привлачењу опрашивача цветова и расејавача плодова.
4. Леукопласти (leucos = безбојан) су безбојни пластиди који се могу наћи у различитим ткивима. Имају улогу у магационирању хранљивих материја, присутни су у органима у којима се чувају резервне хранљиве материје (кртоле, луковице, семена, плодови итд.), а могу се разликовати:
  -  протеинопласти (у њима се нагомилавају протеини),
  - елајопласти (акомулирају резервне липиде) и
  - амилопласти (amilum = скроб) у којима се синтетише и акомулира скроб.

Биљка која је од исклијавања држана у сталном мраку биће етиолирана (безбојна). Пластиди биљке расле у мраку су такође безбојни јер не садрже пигменте и називају се етиопласти.